# کمیسیون مستقل انتخابات
کمیسیون مستقل انتخابات افغانستان نهادی است در افغانستان که طبق قانون اساسی افغانستان اجرا و نظارت بر انتخاباتها در افغانستان را بر عهده دارد. رئیس این نهاد مطابق قانون اساسی از طرف رئیس‌جمهور افغانستان تعیین می‌شود.
این کمیسیون در سال ۲۰۰۶ تأسیس و در دسامبر ۲۰۲۱ توسط رژیم طالبان منحل شد.
در ماه مارس ۲۰۱۴، مقر این کمیسیون مورد حمله طالبان قرار گرفت.